# 岱岭畲族乡
岱岭畲族乡是中华人民共和国浙江省温州市苍南县下辖的一个民族乡。

## 行政区划
岱岭畲族乡下辖以下村级行政区划单位：
大厝基村、福掌村、坑门村、云遮村、云山村、富源村和岱岭村。